# تایو رولز
تایو رولز (انگلیسی: Tayo Rolls) شرکت فولاد هندی است، که در سال ۱۹۶۸ تأسیس شد.